# Isopropanol

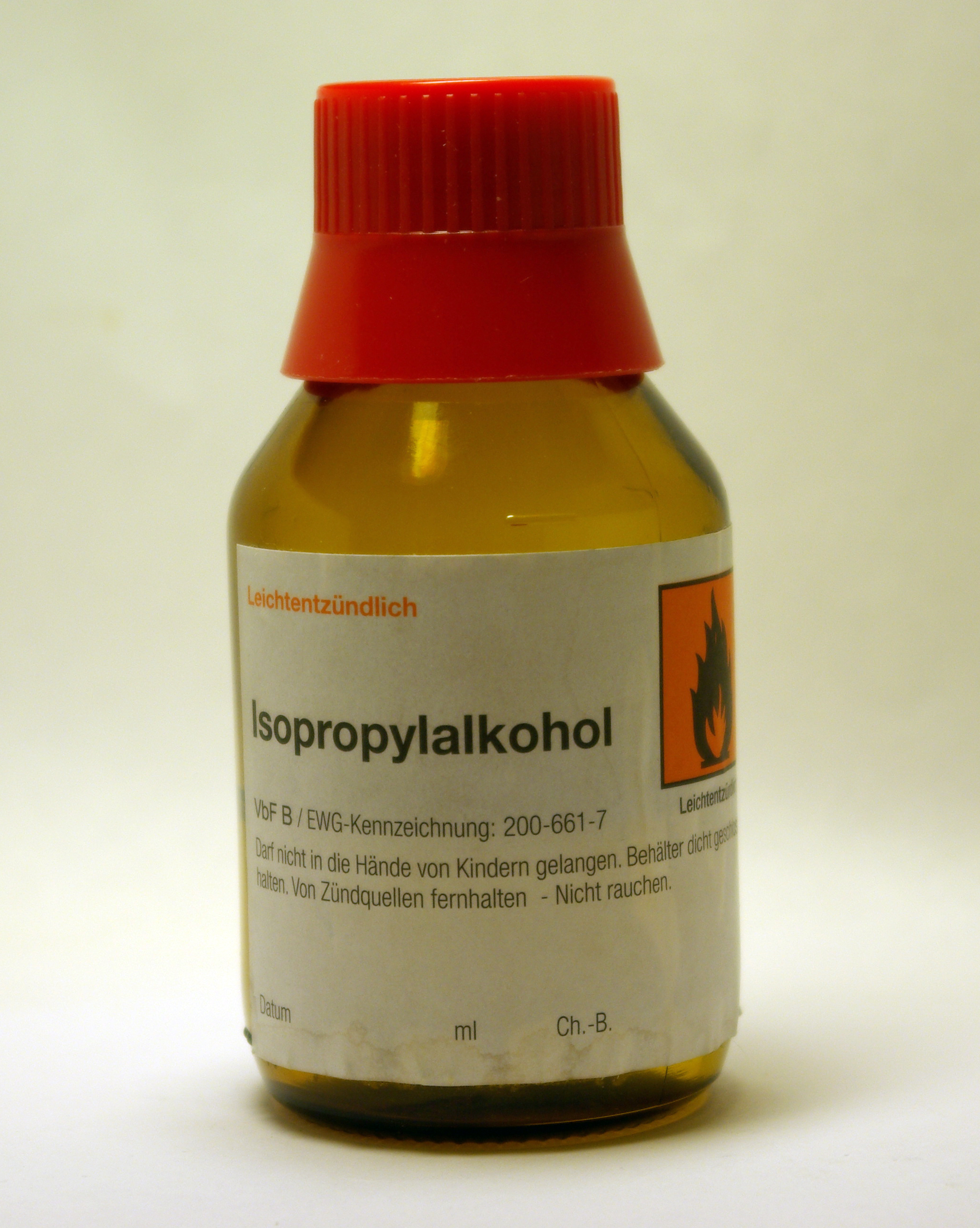
Isopropanol

Álcool isopropílico e isopropanol são as denominações usuais para o propan-2-ol, uma substância química incolor e de forte odor. É representado pela fórmula química C3H8O (H3C-HCOH-CH3), sendo o mais simples exemplo de um álcool secundário. É isômero de posição do propanol ou n-propanol. O álcool isopropílico é um liquido transparente e incolor, altamente inflamável. É produzido para uso em muitas situações domésticas e industriais, e pode ser encontrado como ingrediente em produtos como antissépticos e desinfetantes. 
Levemente tóxico se ingerido ou absorvido pela pele, podendo causar lesões na córnea. Seus vapores têm efeito anestésico, podendo causar tontura. Em caso de ingestão ou contato prolongado, deve-se lavar a área afetada com água em abundância e procurar auxílio médico.

## Propriedades
Álcool isopropílico é miscível em água, etanol, éter e clorofórmio. É capaz de dissolver alguns plásticos, muitos óleos, alcaloides, gomas e resinas naturais. Ao contrário do etanol ou do metanol, o álcool isopropílico pode ser separado da sua solução aquosa pela adição de sais, tais como cloreto de sódio ou o sulfato de sódio, já que o álcool é muito menos solúvel em soluções salinas que em água pura. Este processo é chamado relargagem, e ocasiona a separação do álcool isopropílico numa camada distinta.
Álcool isopropílico forma um azeótropo com água, obtendo um ponto de ebulição de 80,37 ºC com uma composição de 91 vol% de álcool isopropílico. Essas misturas têm pontos de solidificação reduzidos. O álcool tem sabor levemente amargo, e seu consumo não é seguro.
Álcool isopropílico aumenta sua viscosidade rapidamente conforme a temperatura diminui, sendo congelado a -89 ºC.

## Utilizações
O álcool isopropílico pode ser utilizado para limpar componentes eletrônicos. É o mais apropriado para este fim pois a porcentagem de água é menor do que 1%, e por isso a hipótese de oxidação das peças é quase nula. É também vastamente empregado na indústria gráfica, na composição da solução de molha do processo de impressão offset. Também utilizado em produtos de limpeza de superfícies de vidro, misturado com detergente não-iônico muito utilizado em produtos específicos para limpeza de lentes de óculos e em detergentes enzimáticos. Também é muito utilizado na manutenção de aeronaves, como um fluido de refrigeração para sistemas de anticongelante (pois seu custo é mais baixo que outros produtos e possui fácil obtenção, mas não é o único e nem o mais preferido pois é inflamável) ele atua como um líquido de arrefecimento, impedindo a formação de gelo no "bordo de ataque" das asas (parte da frente onde recebe o maior contato com o ar), de algumas aeronaves ou nas pás dos aviões turbo hélice, por exemplo.